# Lucius Caelius Antipater
Lucius Caelius (of Coelius) Antipater (eind van de 2e eeuw v.Chr.) was een Romeins jurist, redenaar en historicus. Hij was de leraar van de redenaar Lucius Licinius Crassus.
Caelius Antipater introduceerde in Rome het genre van de historische monografie, en schreef in zeven boeken een geschiedenis van de Tweede Punische Oorlog, die hij opdroeg aan de grammaticus Aelius Stilo. Hij gebruikte daarvoor niet alleen Romeinse maar ook Griekse en Carthaagse bronnen. Het werk diende op zijn beurt als bron voor latere historici, met name voor Titus Livius. Er bleven slechts een zestigtal fragmenten van over.
Caelius Antipater streefde niet naar een nuchtere weergave van de feiten, maar veeleer naar een dramatische schildering. Zijn verzorgde en levendige schrijfwijze, die veel kenmerken van het Asianisme vertoont, is daarmee volledig in overeenstemming.
- Catàleg d'autoritats de noms i títols de Catalunya: 981058614765206706
- CiNii: DA14982660
- Gemeinsame Normdatei: 118521373
- International Standard Name Identifier: 0000 0000 5859 1975
- Library of Congress Control Number: n80129272
- Nationale Bibliotheek van Israël: 987007277620205171
- Nederlandse Thesaurus van Auteursnamen: 070099472
- Réseau des bibliothèques de Suisse occidentale: 02-A003113753
- LIBRIS: 181925
- Système universitaire de documentation: 078123658
- Virtual International Authority File: 316750488

1. ↑  Virtual International Authority File; geraadpleegd op: 25 mei 2018.